# Chalybion vechti
Chalybion vechti är en biart som beskrevs av Hensen 1988. Chalybion vechti ingår i släktet Chalybion och familjen grävsteklar. Inga underarter finns listade i Catalogue of Life.